# جایزه بزرگ فرانسه ۱۹۵۲
جایزه بزرگ فرانسه ۱۹۵۲ (انگلیسی: ‎1952 French Grand Prix‎) یک مسابقهٔ موتوری در رشتهٔ اتومبیل‌رانی فرمول یک بود که در تاریخ ۶ ژوئیه ۱۹۵۲ در قوایه-لیس-سارتس واقع در گراند-کورون، فرانسه برگزار شد. این گراند پری در میان ۸ گراند پری در فصل ۱۹۵۲، مسابقهٔ شمارهٔ ۴ بود.
در این مسابقه که در ۷۷ دور و به مسافت ۳۹۲٫۷۰۰ کیلومتر (۲۴۴٫۰۱۲ مایل) برگزار شد، پول پوزیشن توسط آلبرتو اسکاری کسب شد و سریع‌ترین زمان برای طی یک دور پیست که برابر با ۲:۱۷٫۳ بود نیز توسط آلبرتو اسکاری به ثبت رسید.
آلبرتو اسکاری از تیم فراری، نینو فارینا از تیم فراری و پیرو تاروفی از تیم فراری به‌ترتیب مقام‌های اول تا سوم مسابقه را کسب کردند.

## رده‌بندی قهرمانی پس از مسابقه
| رده‌بندی قهرمانی رانندگان \| \| جایگاه \| راننده \| امتیاز \| \| -------- \| ------ \| ------------- \| ------ \| \| ۱ \| ۱ \| آلبرتو اسکاری \| ۱۸ \| \| ۱ \| ۲ \| پیرو تاروفی \| ۱۳ \| \| ۱ \| ۳ \| نینو فارینا \| ۱۲ \| \| ۱ \| ۴ \| تروی راتمن \| ۸ \| \| ۳ \| ۵ \| رابرت منزون \| ۷ \| \| منبع:[۱] \| \| \| \| |        |               |        |
| | جایگاه | راننده        | امتیاز |
| ۱ | ۱      | آلبرتو اسکاری | ۱۸     |
| ۱ | ۲      | پیرو تاروفی   | ۱۳     |
| ۱ | ۳      | نینو فارینا   | ۱۲     |
| ۱ | ۴      | تروی راتمن    | ۸      |
| ۳ | ۵      | رابرت منزون   | ۷      |
| منبع: |        |               |        |

یادداشت
- تنها پنج جایگاه نخست از هر رده‌بندی نمایش داده شده‌است.